# Mòbil puntual
Quan un cos canvia la seva posició diem que està en moviment. El cos que es troba en moviment respecte del sistema de referència s'anomena mòbil puntual, massa puntual, punt material o partícula en moviment. El mòbil el consideram com un punt, la forma i les dimensions són irrellevants per estudiar el moviment. L'únic que volem analitzar són les posicions, la seva velocitat i la seva trajectòria. El mòbil puntual es troba en el camp de la cinemàtica.
Òbviament no existeix físicament cap sòlid que realment estigui format per un sol punt. Aquesta simplificació es pot fer si només interessa estudiar aquest desplaçament general, sense tenir en compte els de les parts del cos entre elles. El punt de referència sol ser el centre de gravetat o, en el cas de vehicles, un punt del xassís. Per exemple, si volem estudiar la velocitat d'una poma que cau de l'arbre i no interessa el moviment de rotació que fa sobre ella mateixa mentre va caient. O també de vegades quan el desplaçament és "molt gran" en comparació amb la mida del cos. Per exemple, si estudiem la trajectòria que fa un avió en anar de València a Estocolm, en realitat la d'una punta d'una ala és diferent de la punta de la cua, pot ser que justament estudiem aquesta diferència però, si no és el cas, podem considerar que tots els punts són iguals i es mouen, per exemple, amb el centre de gravetat o la punta del morro.